# Elswick Ordnance Company

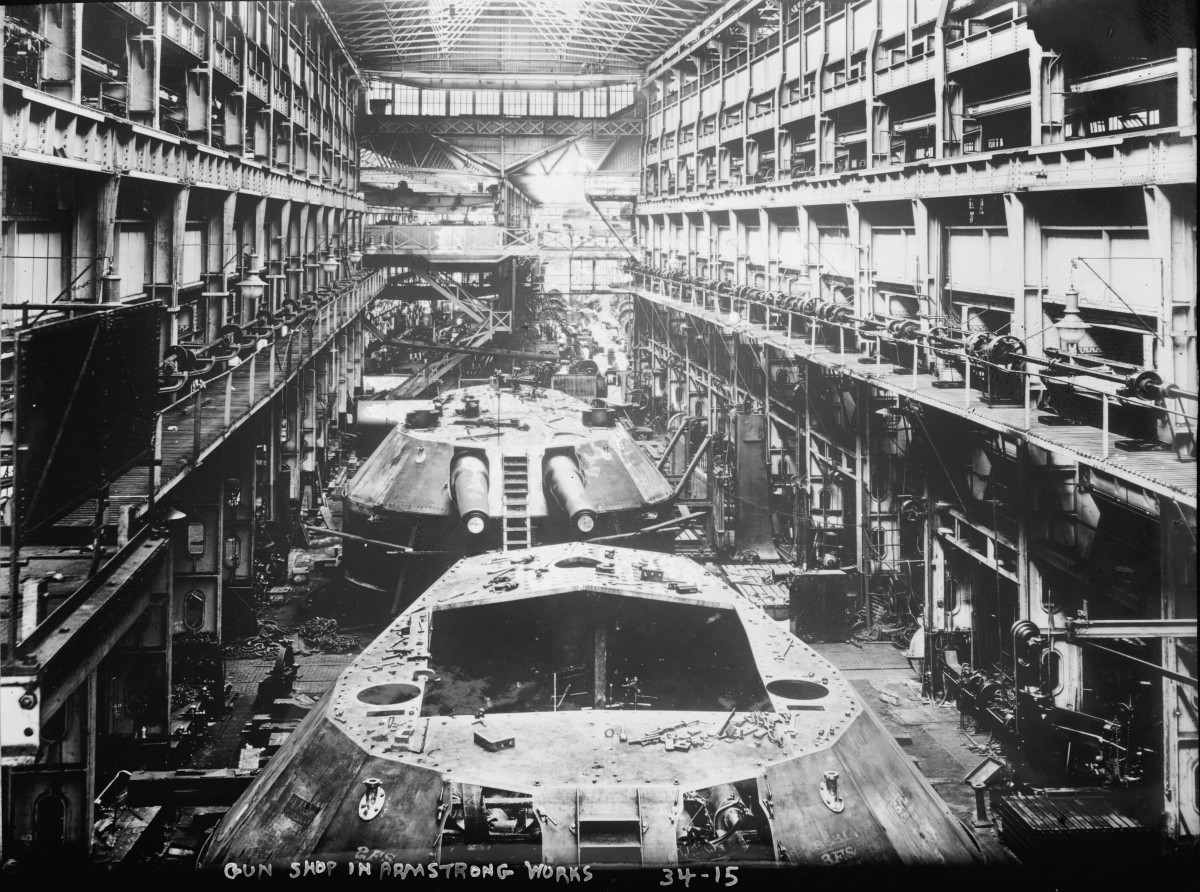
Bau von Geschütztürmen für das britische Schlachtschiff HMS Cornwallis (1902/03)

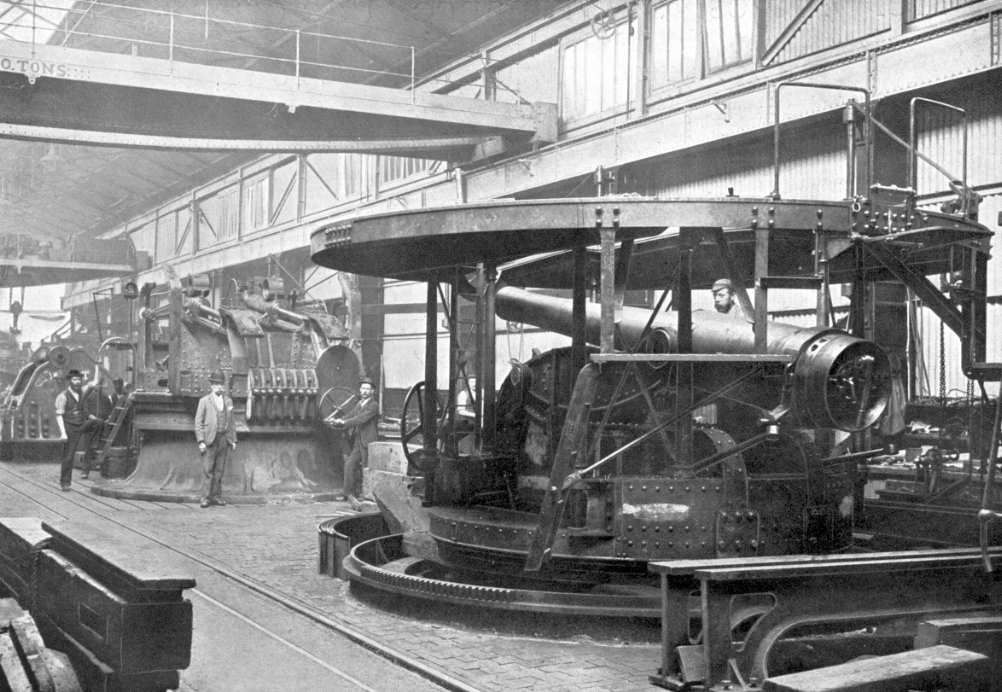
Fertigung von „Elswick mountings“ für die Küstenartillerie

Die Elswick Ordnance Company (auch als Elswick Ordnance Works bezeichnet) war die Rüstungsabteilung des ab 1897 als Sir W.G. Armstrong-Whitworth & Co., Ltd. firmierenden Unternehmens des Maschinenbaus mit Sitz in Elswick bei Newcastle upon Tyne in England. Elswick Ordnance wurde 1859 von William George Armstrong als eigenständige Tochter seines Unternehmens gegründet und diente ursprünglich der Vermeidung von Interessenkonflikten, da W.G. Armstrong zu diesem Zeitpunkt als Ingenieur im War Office beschäftigt war.
Nachdem Armstrong 1864 aus dem Regierungsdienst ausgeschieden war, wurde die Elswick Ordnance Company wieder Teil der Mutterfirma, blieb aber als deren eigenständige Abteilung erhalten.
Die Firma begann mit der Fertigung von Geschützen verschiedener Kaliber und dehnte ihre Aktivitäten später auf den Bau von Kriegsschiffen aus. Dabei wurde sowohl für die Royal Navy und die britische Armee als auch für den Export gefertigt. Der Firma wird die Erfindung des Kanonenbootes zugeschrieben. Eine Reihe dieser Boote, jeweils mit einem großkalibrigen Vorderlader ausgerüstet, wurde für China gebaut. Die Firma hatte zeitweilig eine Monopolstellung im Bereich der großkalibrigen Geschütze, die wegen des damit verbundenen Preisniveau das Missfallen der Marineführung fand. Zusätzlich waren konstruktive Probleme mit den Drahtkanonen bekannt.
Der Schiffbau wurde zunehmend auf größere Typen ausgedehnt.
Im Jahre 1903 baute Elswick insgesamt fünf Schiffe mit insgesamt 49.000 t Verdrängung.
Die Firma beschäftigte 1897 12.000 Personen.